# スリランカ紅茶局
スリランカ紅茶局（スリランカこうちゃきょく、Sri Lanka Tea Board）は、スリランカの紅茶産業の管理を行う団体。国内の高品質の紅茶に証明を発行している。
西部州コロンボに本局がある。